# Nectaris Fossae
Nectaris Fossae és una estructura geològica del tipus fossa a la superfície de Mart, situada amb el sistema de coordenades planetocèntriques a -16.94 ° de latitud N i 304.2 ° de longitud E. Fa 623.07 km de diàmetre. El nom va ser fet oficial per la UAI l'any 1985 i pren el nom d'una característica d'albedo.